# Грязнов Феодосій Миколайович
Феодо́сій Микола́йович Грязно́в (біл. Гразноў Феадосій Мікалаевіч) (1905 — 30 серпня 1988) — білоруський дипломат. Постійний представник Республіки Білорусь в ООН (1958—1961).

## Життєпис
З 1939 року на дипломатичні службі. Освіта вища. Володіє англійською та німецькою мовами.
У 1949—1953 рр. — посланник Посольства СРСР в Болгарії.
У 1953—1957 рр. — посланник Посольства СРСР в Югославії.
У 1957—1958 рр. — радник V-го Європейського відділу Міністерства закордонних справ СРСР.
У 1958—1961 рр. — постійний представник Білоруської РСР в Раді Безпеки Організації Об'єднаних Націй.
17 вересня 1958 року вручив вірчі грамоти Генеральному секретарю ООН Даґ Гаммаршельду.
У серпні 1959 року Постійний представник БРСР при ООН виступив зі звітом. Він нагадав, що в другому комітеті білоруська делегація виступила з проектом резолюції щодо іноземних комісій у слаборозвинених країнах. Це пропозиція не пройшла, але, за оцінкою Ф. Н. Грязнова, «користь від його внесення, безсумнівно, була»